# Olga Soecharnova
Olga Leonidovna Soecharnova (Russisch: Ольга Леонидовна Сухарнова) (Perekhodinskoye, Kraj Krasnodar, 14 februari 1955) is een voormalig basketbalspeelster die uitkwam voor het nationale basketbalteam van de Sovjet-Unie.

## Carrière
Soecharnova ging in 1971 spelen voor Spartak Noginsk en werd landskampioen van de Sovjet-Unie in 1978. Ze won ook drie keer de Ronchetti Cup in 1977, 1981, en 1982. Na Spartak speelde ze voor BAC Mirande (1988-1990), en Challes-les-Eaux Basket (1990-1994), in Frankrijk waar ze vijf opeenvolgende landstitels behaalde. Met het nationale team van de Sovjet-Unie haalde ze twee gouden medailles op de Olympische Spelen in 1976 en 1980. Ook werd ze twee keer wereldkampioen in 1975 en 1983. De Europese titel won ze negen keer in 1972, 1974, 1976, 1978, 1980, 1981, 1983, 1985 en 1987. In 1984 won ze goud op de Vriendschapsspelen, en toernooi dat werd gehouden voor landen die de Olympische Spelen van 1984 boycotten. Ze kwam in de Women's Basketball Hall of Fame in 2000. Afgestudeerd aan het Moskouse Instituut voor Technologie (1979), ingenieur-technoloog. Kreeg verschillende onderscheidingen waaronder Ereteken van de Sovjet-Unie, Orde van de Volkerenvriendschap in 1985, Medaille voor Voortreffelijke Prestaties tijdens de Arbeid en de Meester in de sport van de Sovjet-Unie.
Na haar speelcarrière bleef ze in Frankrijk en bood ze waardevolle diensten aan het Franse basketbal, vooral door de jongeren van Challes-les-Eaux Basket op te leiden. Deze diensten werden beloond met een Franse naturalisatie.

## Erelijst
- Landskampioen Sovjet-Unie: 1
  - Winnaar: 1978
  - Tweede: 1976, 1979, 1980, 1981, 1982
  - Derde: 1975, 1977
- Bekerwinnaar Sovjet-Unie: 1
  - Winnaar: 1973
- Landskampioenschap Frankrijk: 5
  - Winnaar: 1989, 1990, 1991, 1992, 1993
- Ronchetti Cup: 3
  - Winnaar: 1977, 1981, 1982
  - Runner-up: 1983
- Olympische Spelen: 2
  - Goud: 1976, 1980
- Wereldkampioenschap: 2
  - Goud: 1975, 1983
- Europees Kampioenschap: 9
  - Goud: 1972, 1974, 1976, 1978, 1980, 1981, 1983, 1985, 1987
- Vriendschapsspelen: 1
  - Goud: 1984